# Рагулин, Александр Павлович
Алекса́ндр Па́влович Рагу́лин (5 мая 1941, Москва — 17 ноября 2004, Москва) — советский хоккеист, заслуженный мастер спорта СССР (1963). Спортивное прозвище — «Сан Палыч» (канадцы называли Рагулина «большой Раг»). Завоевал наибольшее среди всех хоккеистов число медалей (24) на ЗОИ, чемпионатах мира и Европы.

## Биография
Отец, Павел Николаевич Рагулин (1907—1991) — архитектор, сын Николая Ивановича Рагулина (1879—1960), инженера, и Анны Георгиевны (Григорьевны) Рагулиной (1882—1965), домохозяйки. Мать, Софья Викторовна Рагулина (Глушкова) (1904—1990) — архитектор, дочь Виктора Григорьевича Глушкова (1883—1937), гидролога, члена-корреспондента Академии наук СССР, академика ВАСХНИЛ, участника подготовки плана ГОЭЛРО, и Зинаиды Захаровны Глушковой (1885—1968).
Братья-близнецы: Рагулин Анатолий Павлович (1941—2016) — инструктор по спорту, вёл занятия в отряде космонавтов, мастер спорта СССР международного класса, заслуженный тренер СССР и Рагулин Михаил Павлович (1941 г. р.) — тренер по флорболу, мастер спорта СССР международного класса.

У Александра Павловича было три брака. Первый брак у него состоялся с Людмилой Карауш, которая всю жизнь посвятила актерскому мастерству и подарила хоккеисту наследника-Рагулина Антона Александровича (1969 г. р.; предприниматель). Внучки: Рагулина Виктория Антоновна (1997 г. р.) и Рагулина Екатерина Антоновна (2000 г. р.).
Второй брак хоккеист посвятил Веселовой Ларисе-заведующей гостиницы высшего командного состава штаба Сибирского Военного Округа. Совместно воспитывали дочь Ларисы от первого брака-Дину. Дочь Дины названа в честь мамы хоккеиста Софьи Викторовной Глушковой-Софьей.
Третья супруга — Рагулина Ольга Юрьевна (1949 г. р.), развёлся в конце 1980-х, работает в Ассоциации ветеранов хоккея России.
Член КПСС с 1969 года.

### Игровая карьера
Игрок воскресенского «Химика» (1957—62) и московского ЦСКА (1962—73). В ЦСКА перешёл по собственному желанию, предварительно спросив совета у партнёров по «Химику». Через некоторое время в ЦСКА перешли и братья Александра.
Трёхкратный олимпийский чемпион (1964, 1968, 1972), 10-кратный чемпион мира (1963—1971, 1973), 9-кратный чемпион Европы (1963—1970, 1973) и СССР (1963—1966, 1968, 1970—1973), участник легендарной суперсерии СССР — Канада 1972 года.
Второй призёр ЧМ 1972, третий призёр ЧМ 1961. Серебряный призёр чемпионатов СССР 1967, 1969.
В чемпионатах СССР Рагулин сыграл 427 матчей и забросил 63 шайбы. На чемпионатах мира, Европы и Олимпийских играх в составе сборной СССР провёл 102 матча, забросил 14 шайб.
Лучший защитник чемпионата мира 1966. При высокой технике и превосходном видении поля отличался выдающимися физическими данными, в эпоху, когда силовая борьба в любительском хоккее разрешалась только в пределах своей зоны, был практически непроходим один на один. Утратив с возрастом и возросшим весом скорость и резкость, последние два года играл в ЦСКА и сборной СССР в составе пятёрки, использовавшей нетрадиционную расстановку игроков (защитник, два полузащитника и два нападающих), разработанную А. В. Тарасовым и названную им «Системой» (А. Рагулин, Г. Цыганков — А. Фирсов, В. Викулов — В. Харламов).
Входил в список 34 лучших хоккеистов СССР в 1964 году.
Окончил Московский областной педагогический институт (1966), преподаватель.

### По окончании
По завершении карьеры стал тренером в детско-юношеской школе ЦСКА, где отработал четыре года. Позже тренировал новосибирский СКА. Тренерскую карьеру завершил в 1986 году, когда уволился из армии. Некоторое время занимался бизнесом.
Последние годы участвовал в работе с ветеранами отечественного хоккея — президент региональной спортивной общественной организации «Ветераны хоккея». Работал в составе Совета при Президенте РФ по физической культуре и спорту.
В 1997 году в числе первых был введён в Зал славы ИИХФ. В 2004 году избран в Зал славы отечественного хоккея.

Скончался на 64-м году жизни в ночь на 18 ноября 2004 года от сердечного приступа в госпитале имени Бурденко. Похоронен в Москве на Ваганьковском кладбище (25 уч.).

## Награды
- орден «За заслуги перед Отечеством» III степени (2001)
- орден Почёта (20.12.1996)
- орден Трудового Красного Знамени (03.03.1972)
- 2 ордена «Знак Почёта» (30.03.1965; 30.05.1969)
- медали
- Олимпийский орден (2001)
- Лауреат Национальной спортивной премии «Слава» 2003 в номинации «Легенда»

## Образ в кино
В российском фильме 2013 года «Легенда № 17» роль А. П. Рагулина исполнил его сын Александр Рагулин-младший.

Александр Рагулин перед началом 2-й игры Суперсерии СССР — Канада 1972 года
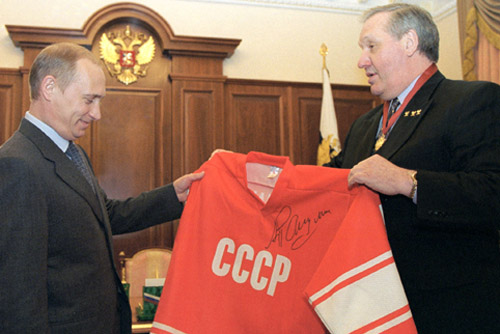
2001
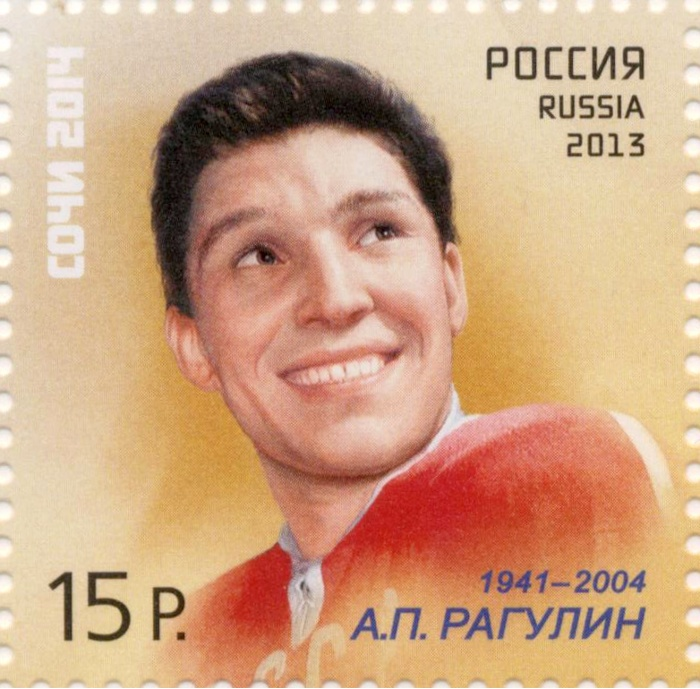
Почтовая марка России, 2013 год